# Prsteník
Prsteník neboli prsteníček (latinsky digitus annularis nebo digitus quartus) je jeden z prstů lidské ruky nacházející se mezi malíkem a prostředníkem.

## Etymologie
Už pro naše předky před 35 000 lety měly ruce hluboce náboženský a magický význam.[zdroj?] Prsty lidské ruky dostávaly podle svých anatomických vlastností různá jména. Prsteník je pojmenován po prstenu nebo někdy taky nazýván bezejmenný (například, v čínštině: 無名指, bezejmenný prst). V antice se prsteníku dříve říkalo medicus kvůli středověké domněnce, že z něj vychází tepna do srdce.

## Symbolika
Na prsteníku můžeme nejčastěji vidět snubní prsteny. Při svatebním obřadu si je vyměňují ženich s nevěstou a tím tak stvrzují manželský slib mezi nimi. V některých státech na území Evropy ve středověku bylo křesťanským zvykem mít snubní prsten na levé ruce a to buď na ukazováku, prostředníku nebo prsteníku. Postupně časem se ale nechával jen na prsteníku levé ruky a tato tradice zůstala. Výjimkou jsou některé kultury evropských států, v kterých se nosí snubní prsten na levé ruce a pak se předá na pravou během svatebního obřadu.

## Moderní věda
Nedávné výzkumy naznačují, že délku prstů, konkrétně ukazováku a prsteníku, určuje činnost některých pohlavních hormonů přítomných v děloze při vývoji embrya. Nedostatek nebo nadbytek těchto látek zejména při utváření rukou v prvních třech měsících těhotenství rozhoduje o konečné délce prstů. Tato hormonální lázeň ovlivňuje také rozvoj mozku, pohlavních orgánů a srdce. Metaanalýza z roku 2023 však neprokázala souvislosti k poměru délek ukazováku a prsteníku.